# Погонкин, Владимир Иванович
Погонкин, Владимир Иванович (12 июля [23 июля] 1793, Петербург — между 1847 и 1850, Петербург) — художник-литографист.

## Биография
Родился 12-го июля 1793 г., в Петербурге в семье часового мастера, служителя Академии художеств, титулярного советника Погонкина(Паганкина) Ивана Гавриловича.  Из офицерской семьи; проживал в Петербурге в Литейной части в 4-м квартале под № 501 в доме титулярного советника Ледермана (ныне дом 25 по ул. Рылеева).
С 1803 г. по 1812 г. воспитывался в Академии художеств по портретной живописи. С 5 дек. 1812 г. в связи с Отечественной войной оставил Академию художеств и добровольно поступил в военную службу. Был определён в 1-й волонтерный полк полковника Яхонтова. Участвовал в восьми сражениях, за что был награждён Серебряной медалью «1812 год» и получил 25 февраля 1813 г. звание унтер-офицера.
9-го декабря 1814 г. был уволен от военной службы, а 30-го июля 1815 г. получил от Академии, в связи с его прежними успехами в рисовании и участием в ополчении 1812 г. звание художника портретной живописи с аттестатом 1-й степей и звание художника XIV-го класса.
С 1816 г. начал заниматься рисованием на камне (репродуктивная литография) в мастерских при Коллегии Министерства иностранных дел. С 1818 г. по поручению Общества поощрения художников, занимался усовершенствованием литографии и изготовлением портретов. Литографические работы Погонкина В. И., как указано в документах, способствовали развитию литографического искусства в России. Литографии и акварельные работы Погонкина В. И. представлялись на академические выставки. В 1823 г., по воле императрицы, получил от Общества Поощрения Художников, за исполнение издававшихся Обществом «образцовых голов для начинающих» (пособие для начинающих художников), табакерку, причем было высказано, что «достойные труды его обращают на себя внимание», и «весьма приметно усовершенствование его в литографировании».
От усиленных занятий рисованием художник Погонкин В. И. страдал неизлечимой глазной болезнью. В связи с потерей зрения и отсутствием средств к существованию Погонкин В. И. неоднократно обращался с прошениями на высочайшее имя о назначении ему пенсии. По высочайшему повелению за усовершенствование в России литографического искусства и добровольное участие в Отечественной войне 1812 г. из сумм государственного казначейства с 1847 г. Погонкину В. И. была назначена ежегодная пенсия в размере 200 руб. серебром.
Точный год дата смерти неизвестен, но это произошло между 1847 и 1850 годами.

## Семья
Брат художник Александр Иванович Погонкин ( 1791 — после 1856 ), выпускник Академии художеств по портретной живописи 1811 года.
Был женат на голландке Амалии Видеман ( 1793 — 6 марта 1832 ). Предположительно, изображена на литографии «Девушка в русском платии». Имел сына, в будущем  директора Одесской конторы Госбанка статского советника Александра Владимировича Погонкина ( 1827 — 1895 ).
Внук - архитектор-художник Вячеслав Александрович Погонкин ( 1869 — 1918 ).

## Работы
Из живописных работ его известны:

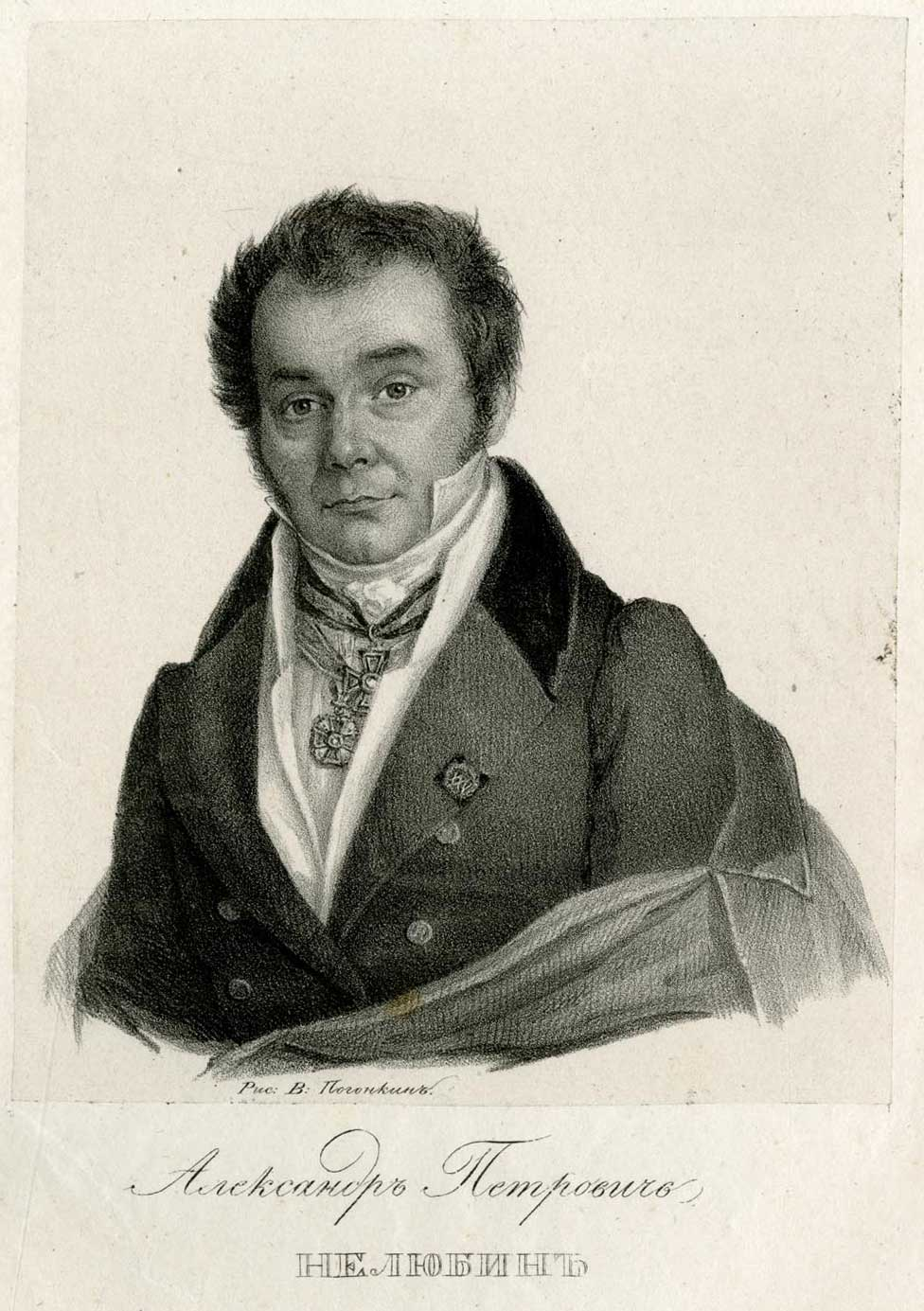
Литография с портрета Нелюбина А. П. работы Погонкина В. И.

- «Ополчение 1812 г.» мужской и два женских акварельных портрета;
- «Обер офицер 1го и рядовой 2го конных полков Спбургского ополчения 1812—1814»;
- «Обер-офицер 2го и рядовой 1го конных полков Спбургского ополчения 1812—1814» (2й вариант);

Из литографий — портреты:
- Верт Франц Иванович, минералог, учредитель и секретарь Императорского Минералогического Общества. 1818 г.;
- Зейсан Маршуков Бадма, переводчик при Министерстве Иностранных Дел, по рисунку с натуры. 1820 г.;
- Копия с портрета Петра 1-го, находящегося у члена ОПХ Мамонова (отпечатано в литографии Гельмерсена). 1822;
- Портрет Киля Л. И. и его жены. По рисунку с натуры. 1822;
- Портрет ростовского иеромонаха Яковлевского монастыря Амфилохия. 1822;
- Дмитриев Иван Иванович, с оригинала Тончи, к изданию его стихотворений. 1823 г.;
- Княгиня Анна Сергеевна Голицына, урождённая Всеволожская, с оригинала И. Соколова. 1823;
- Портрет Княгини Родзивиловой. 1823;
- Кикин Петр Андреевич, по рисунку с натуры Ферд. Митендорфа. 1824;
- Портрет майора Новосильцева. 1824;
- Портрет Льва Кирилловича Разумовского. С оригинала А.Беннера. 1824;
- Портрет Марии Григорьевны Разумовской. С оригинала А.Беннера. 1824;
- Портрет императрицы Александры Федоровны. Автор оригинала Джордж Доу (1820-е годы) живописный оригинал утрачен. Отдел гравюры Эрмитажа. 1826;
- Коронационный портрет Николая I. С оригинала Д.Доу. Литографирован совместно с Е. И. Гейтманом. 1826.;
- Поясной портрет Николая I. С оригинала Д.Доу. 1826.
- Княгиня Мещерская Софья Сергеевна. 1826;
- C Автопортрета Варнека Александра Григорьевича (карандаш). 1828;
- Портрет И. Ф. Крузенштерна. 1828;
- Великий князь Михаил Павлович, с оригинала Дж. Дoy, Спб, отпечатана в литографии Гельбаха. 1829;
- Великая Княжна Елена Павловна с оригинала Г.Митуар, отпечатана в литографии Гельбаха. 1829;
- Бестужева Елена Александровна, сестра Марлинского, по собственному рисунку. 1829;
- Бестужева Прасковья Александровна, мать Марлинского, по собственному рисунку. 1829;
- Шишков Александр Семёнович, адмирал 1754—1840 по гравюре проф. Уткина с картины Дж. Доу. 1833;
- Самойлова Надежда Николаевна, артистка Императорских Театров. 1842 г.;
- Кикина Мария Ардальоновна (с рисунка П. Ф. Соколова);
- Нелюбин Александр Петрович, академик (1785—1858), доктор медицины и хирургии;
- Портрет графини Мантейфель;
- Портрет Д. А. Кавелина;

Литографии с работ художников:
- Образа, украшающие царские врата главного алтаря собора Казанские Божиея Матери, в Санкт-Петербурге, писанные Советником Академии Художеств Вл. Боровиковским (отп. в типографии В. Плавильщикова, СПб. 1819 г.), в числе шести рисунков (Архангел Гавриил, Божия Матерь, Св. Ев. Матфея, Св. Ев. Иоана Богослова, Св. Ев. Луки, Св. Ев. Марка);
- «Вид острова св. Иоанна Богослова или Агашагоха» с рисунка с натуры Федора Штейна, 1820;
- «Отдыхающий молодой садовник», с Кипренского (1821 г.) Литография отпечатана тиражом 150 экз. в печатной мастерской В. Ф. Гельмерсена. Несколько экземпляров литографии хранится в отделе гравюры Эрмитажа;
- «Святой Иоанн», с картины Рафаэля «Несение креста». (1822 г., в тетради «Образцовые головы для начинающих»);
- «Юдифь», с картины Паоло Веронезе (1823 г., в тетради «Образцовые головы для начинающих»);
- «Мадонна с младенцем и Иоанном Крестителем» («La belle jardinière»), по гравюре Ж.Эделинка с оригинала Рафаэля, 1825 г.;
- «Итальянское утро», с К. П. Брюллова. 1826 г.;
- «Спаситель, благословляющий детей» с картины, писанной А. Е. Егоровым. 1827;
- «Пленный турок», с оригинала Александра Варнека (собр. Е. Н. Тевяшова в Спб). 1828 г.;
- «Итальянский полдень», с К. П. Брюллова (печ. в литогр. Бельбаха). 1829 г.;
- «Иоанн Креститель», С картины Ф. Бруни, принадлежащей адмиралу Мордвинову. 1829;
- «Цыганка». С картины О. А. Кипренского. 1834.
- «Пастушок» с картины А. Е. Егорова. 1835 г.;
- «Девушка в русском платии», (со своего оригинала; предположительно, супруга);

## Публикации
- Статья «Об усовершенствовании литографии» помещена в газете «Северная Пчела» № 123 от 12 окт. 1829 г.